# یویا هیکیچی
یویا هیکیچی (ژاپنی: 挽地 祐哉؛ زادهٔ ۲ مهٔ ۱۹۸۳) یک بازیکن فوتبال اهل ژاپن است.
از باشگاه‌هایی که در آن بازی کرده‌است می‌توان به باشگاه فوتبال جوبیلو ایواتا، باشگاه فوتبال شونان بلمار و باشگاه فوتبال توکوشیما ورتیس اشاره کرد.